# Miliá (ort i Grekland, Thessalien)
Miliá är en ort i Grekland.   Den ligger i prefekturen Nomós Larísis och regionen Thessalien, i den centrala delen av landet, 270 km nordväst om huvudstaden Aten. Miliá ligger 515 meter över havet och antalet invånare är 496.
Terrängen runt Miliá är kuperad åt nordväst, men åt sydost är den platt. Runt Miliá är det ganska glesbefolkat, med 35 invånare per kvadratkilometer. Närmaste större samhälle är Elassóna, 17,7 km sydost om Miliá. Trakten runt Miliá består till största delen av jordbruksmark.